# Filip Vezdin
Ivan Filip Vezdin (O. Paulin od sv. Bartolomeja, OCD; Hof am Leithaberge, Gradišće, 25. travnja 1748. – Rim, 7. siječnja 1806.) bio je gradišćanskohrvatski katolički svećenik, misionar i jezikoslovac. Jedan je od začetnika indologije i autor prve tiskane sanskrtske gramatike (Sidharubana).

## Životopis
Rođen je u obitelji gradišćanskih Hrvata, u mjestu Hof, danas u Donjoj Austriji, od oca Jurja Vezdina i majke Helene Prekunić. Bio je član karmelićanskog reda. Uz materinski hrvatski jezik govorio je još desetak europskih jezika – latinski, grčki, hebrejski, njemački, mađarski, talijanski, španjolski, portugalski i engleski, ali je kao misionar u Indiji (od 1776.) ovladao i sanskrtom i brojnim drugim indijskim dijalektima. Autor je prve sanskrtske gramatike (Sidharubam, seu Grammatica Samscrdamica, Rom, Congr. de Prop. Fide, 1790.) i jedan je od preteča komparativne filologije te plodan istraživač kulture i povijesti Istoka. Na zahtjev mjesnog vladara izradio je i usporednu englesko-portugalsko-malayamsku gramatiku. 1999. godine u indijskoj saveznoj državi Kerali podignuta mu je spomen-ploča na kojoj je sljedeći tekst upisan na sanskrtu, malayamskom, hrvatskom i engleskom jeziku:
Ivan Filip Vesdin, Gradišćanski Hrvat, bosonogi karmelićanin, s redovničkim imenom Paulin od Svetog Bartolomeja, misionar u Malabaru od 1776. do 1789. Autor prve tiskane sanskrtske gramatike i preteča indijskih i indo-europskih studija u veliku čast svoje domovine i hrvatskog i indijskog naroda.
Njegovo istraživačko i znanstveno stvaralaštvo na područjima jezikoslovlja, povijesti, zemljopisa, arheologije, mumiografije, numizmatike, povijesti umjetnosti i liturgije broji 59 poznatih naslova, od kojih je 20 objavljeno u obliku knjiga još prije njegove smrti.
Njegovim indološkim radom se bavio hrvatski jezikoslovac Branko Franolić.

## Vanjske poveznice
- Filip Vesdin (engl.)
- O. Paulin (Paulinus) od sv. Bartolomeja, OCD  Arhivirana inačica izvorne stranice od 5. srpnja 2009. (Wayback Machine) (hrv.)
- Filip Vezdin (Wesdin)  Arhivirana inačica izvorne stranice od 7. veljače 2007. (Wayback Machine) (engl.)